# Martin Rous
Martin Rous (* 1964) je folkový a rockový kytarista, skladatel, písničkář a hudební pedagog. Vystudoval kytaru na Konzervatoři pro zrakově postiženou mládež (dnes Konzervatoř Jana Deyla), na kterou se přihlásil až po absolvování gymnázia. Po jejím absolvování dodnes působí jako učitel hry na kytaru, v současnosti na Taussigově základní umělecké škole.
Prvním větším projektem je založení skupiny Sluníčko, zde začínala i Lenka Dusilová. Tato kapela měla předchůdce v raných 80. letech 20. století v projektu Ovečky; původně se tak chtěla skupina jmenovat, ale státní cenzuře to patrně přišlo příliš náboženské, proto skupina přijala název Sluníčko, ovšem na plakátech mívala modrého slona s kulichem; na těchto plakátech bylo i označení stylu – někdy valašský rock, jindy poťouchlý artrock.
Koncem 80. let (před Martinovým odchodem ze skupiny) vedle Sluníčka existoval i paralelní projekt Berunka, kde namísto kláves (Martinův spolužák Anton Čík) hrál kytarista Petr Pancho Prchal (taktéž další spolužák) krom kytary i na klarinet a zpíval; Sluníčko bylo více art, Berunka těžila více z tradic moravských lidových balad.
Sloni Martina doprovázeli i nadále – po odchodu ze Sluníčka nahrával vlastní tvorbu doma (automatický bubeník, jinak si vše Martin napsal, zahrál a nazpíval sám) a posílal ji do Radia 1 pod názvem Létající slon. Posléze založil skupinu Flying Elephant (zpěvák Rick Rodgers zpíval anglicky) a po Rickově odstěhování z ČR ve stejné sestavě – Martin Rous: kytara, zpěv, většina hudby a textů; Vladimír Adamský (další Martinův spolužák): baskytara; Tibor Adamský: bicí – začali zpívat česky pod jménem Šántí (jméno slonice Shanti Archivováno 7. 11. 2019 na Wayback Machine. z pražské zoo). Martin byl 10 let byl kapelníkem a autorem většiny písní této rockové skupiny. Na CD Kouzelná ryba (1998) spolupracoval další z Martinových spolužáků, bubeník Marcel Pindel (na tomto albu i zpíval a napsal píseň Nekonečnej Žižkov), který s Martinem hrál již v Ovečkách.
Prvním folkovým projektem Martina Rouse je trio Narcis, po kterém zůstalo demoalbum Čínská zeď, obsahující 11 písní. Od roku 2006 působí jako sólista. Vrátil se od elektrické ke klasické kytaře, originální zvuk dotváří prvky rocku a metalu. Texty písní jsou niterné i humorné a zabývají se problémy dneška.[zdroj?]
Martin Rous je nejen známý písničkář, ale i zdatný textař; složil několik písní například pro Lenku Dusilovou. Mezi jeho úspěchy patří vítězství na folkové Portě kde získal čtyři ocenění, nebo další vítězství na notování Pod Vyšehradem. Jeho první deska s názvem Mon Cheri je velmi melodická, plná alternativních hudebních nástrojů a s písněmi jako Večírek, Magdaléna nebo Všechny milý holky. Druhá deska Samba 4U se mezi ostatními deskami prosazuje svým folkrockovým pojetím, které se projevuje častým zařazením bubnování na kytaru, které využil i v pozdější době. Další deska V síti která má tmavě modrý obal patří k jedné z nejúspěšnějších desek, co Martin Rous vydal; má specifickou náladu která člověku vždy přijde vhod. Následují desky Lesní směs a Dyndy, které byly v průběhu let mnohokrát upgradované a postupně dovedené ke skorodokonalosti. Nyní Martin Rous připravuje album s netradičním názvem FOLKnROLL na které pilně pracuje ve svém domácím studiu Maroton.

## Dílo

### Diskografie
- s Šántí:
  - Kouzelná ryba (1998)
  - Ztratit se v trávě (2005)
- sólová alba:
  - SAMBA 4U (2006)
  - MON CHÉRI (2006)
  - V síti (2008)
  - Lesní směs  (2009)
  - Dyndy (2010)
  - Bylo nebylo (2013)
  - Angelika (2014)